# Jerusalem als Zentrum der Welt

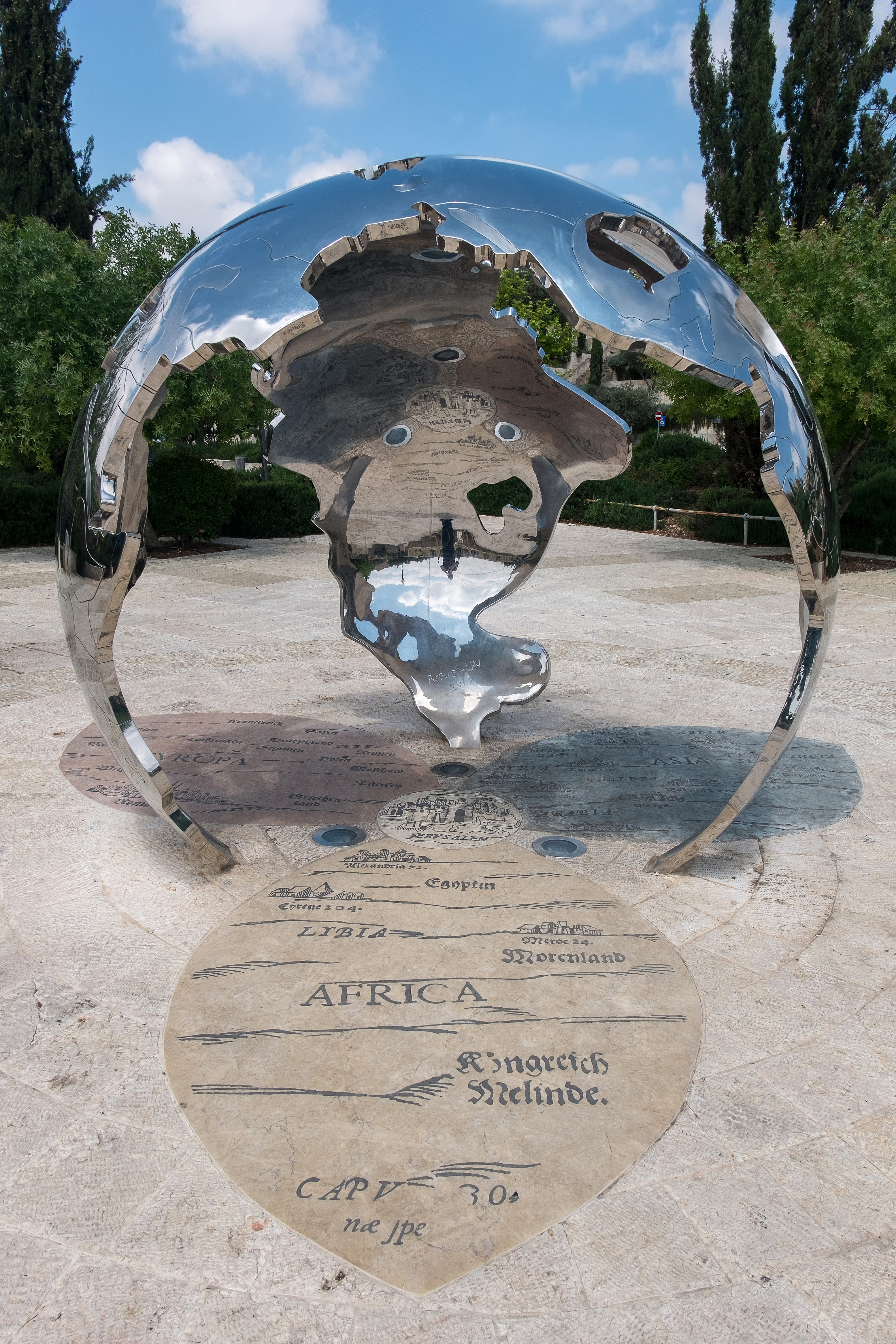
Im Boden erkennbar eines der drei Kleeblätter der alten Karte: Africa mit Alexandria, Egypten, Cyrene (Kyrene in Libyen), Lybia, Morcnland (Marokko), Melinde (Malindi in Kenia) und Capv noe ipe (Kap der guten Hoffnung)

Die Skulptur Jerusalem als Zentrum der Welt (hebräisch יְרוּשָׁלַיִם מֶרְכַּז הָעוֹלָם Jerūschalajim Merkas haʿŌlam, englisch Jerusalem as the Center of the World) ist ein 2013 eingeweihtes Kunstwerk von David Breuer-Weil im Teddy Park im Jerusalemer Stadtteil Mischkenot Scha’ananim. Die Skulptur liegt unterhalb der Altstadt und der Davidszitadelle in der Nähe des nördlichen Parkeinganges. Die Weltkugel ist weithin sichtbar und das erste Kunstwerk von vielen inmitten von Park Teddy und den angrenzenden Gärten, die viele Skulpturen enthalten. Vom Jaffa-Tor aus, welches einer der Haupteingänge zur Innenstadt von Jerusalem ist, ist das Zentrum der Welt direkt als einzige Skulptur sichtbar, es prägt den Blick auf die ausgedehnte Parkanlage.

## Das Kunstwerk
Die etwas über zwei Meter hohe Skulptur zeigt eine Erdkugel mit eingravierten Ländergrenzen, die Meere sind dabei ausgespart. Diese Weltkugel ist stilisiert und nicht völlig größengetreu, sie steht auf den südlichen Enden von Amerika, Afrika und Australien. Die Erdkugel ist hohl, die Skulptur besteht aus einige Zentimeter dickem poliertem Edelstahl. Das Festland besteht aus Stahl, Ländergrenzen sind oft willkürlich angedeutet und haben eher dekorativen Charakter.
Der Künstler orientierte sich an einer Karte aus dem Jahr 1581. Diese alte Karte zeigt Jerusalem als Zentrum der Welt mit drei Kleeblättern darum, die „Evropa“, „Africa“ und „Asia“ darstellen. Diese alte Karte ist auf dem Boden in Stein dargestellt. Die Weltkugel befindet sich auf einem kleinen Platz, der sich auf einer leichten Anhöhe im Teddy Park befindet. Die Skulptur wird nachts durch im Boden eingelassene Lampen beleuchtet.
Die Skulptur wurde zu Ehren von Eron Laor von der Jerusalem Foundation gestiftet und im Dezember 2013 errichtet.

## Bilder

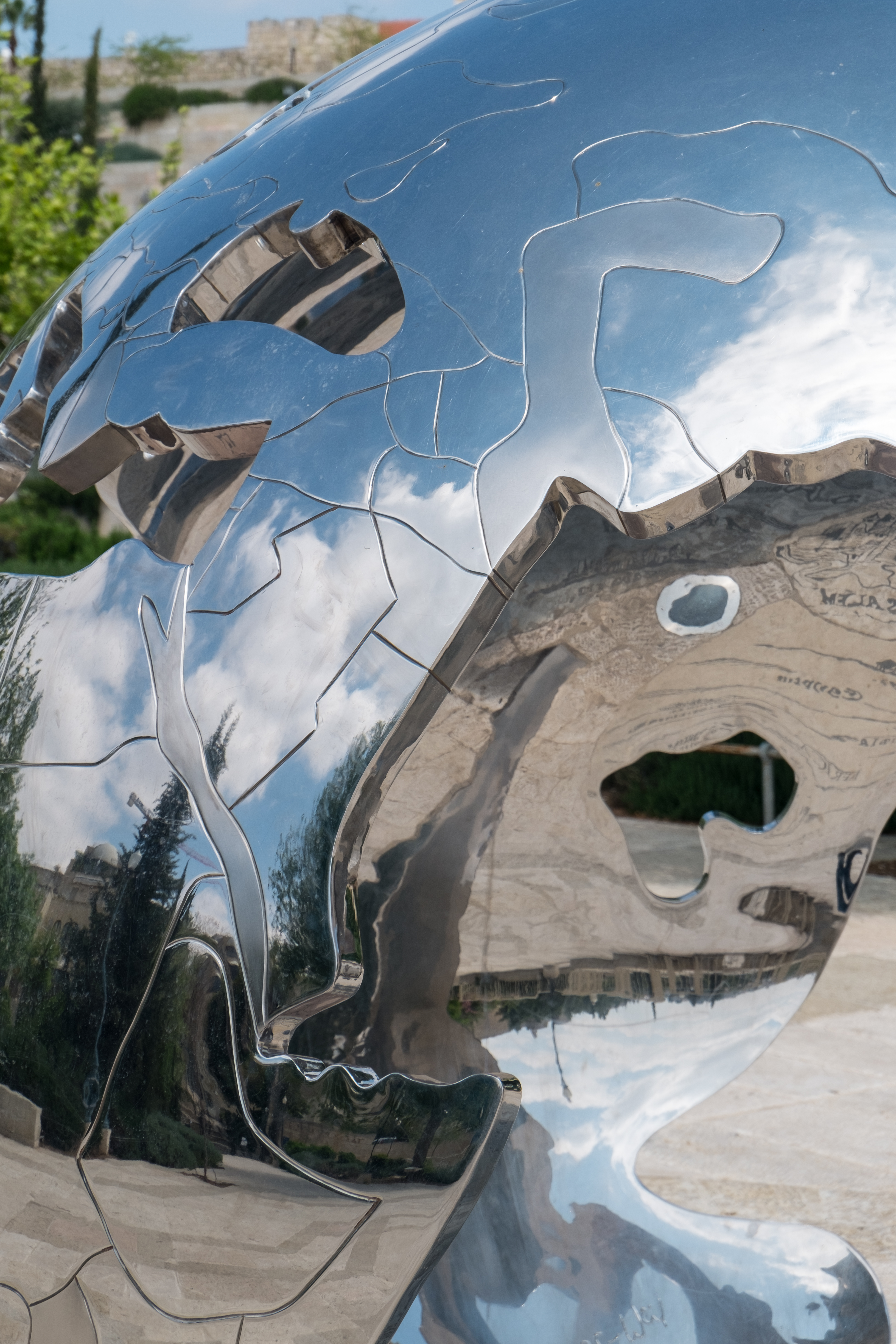
Die Meere sind stark vereinfacht aber erkennbar, hier Suezkanal, Mittel- und Schwarzes Meer
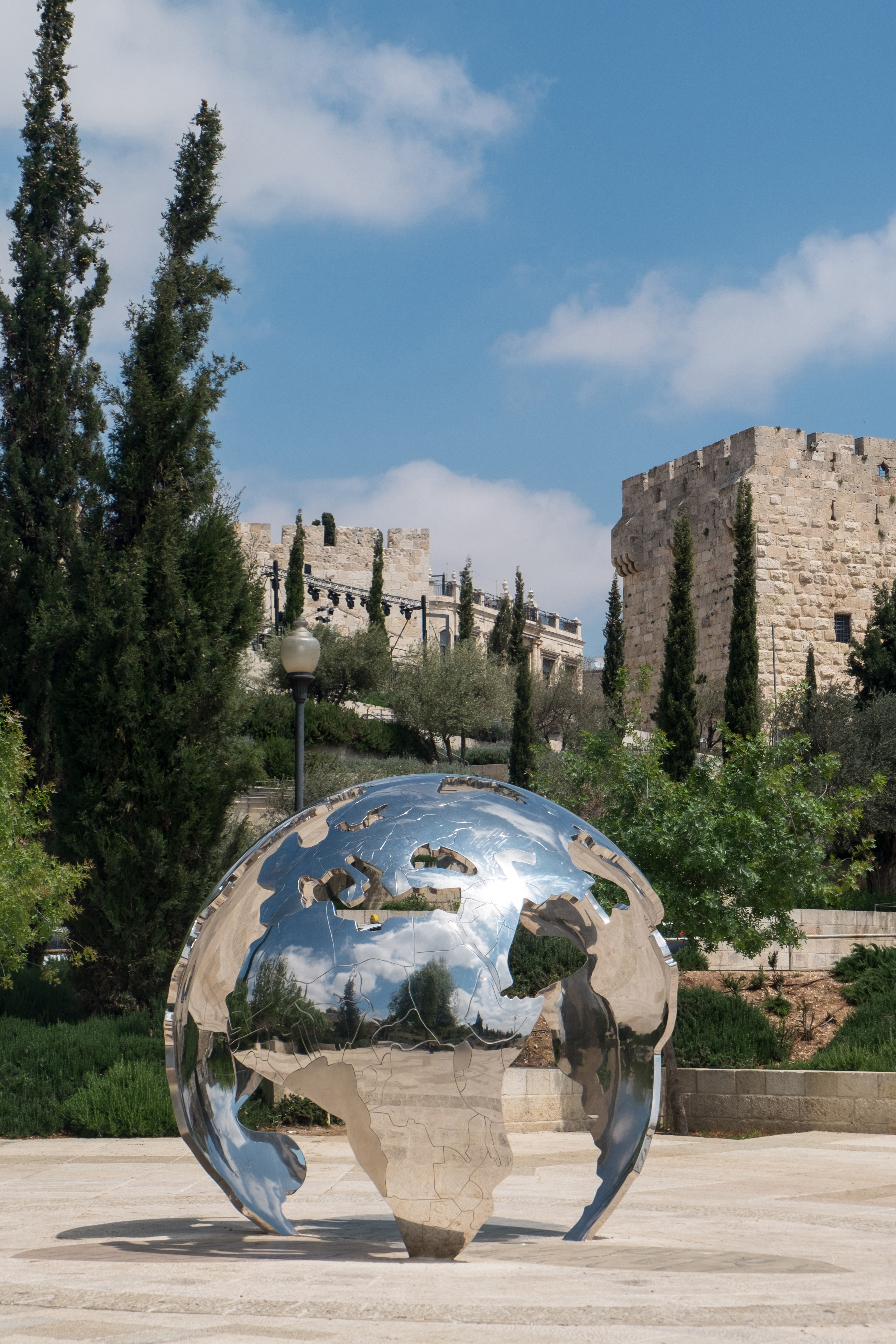
Im Hintergrund das Jaffa-Tor der Altstadt von Jerusalem, im Vordergrund auf der Skulptur Afrika und Europa
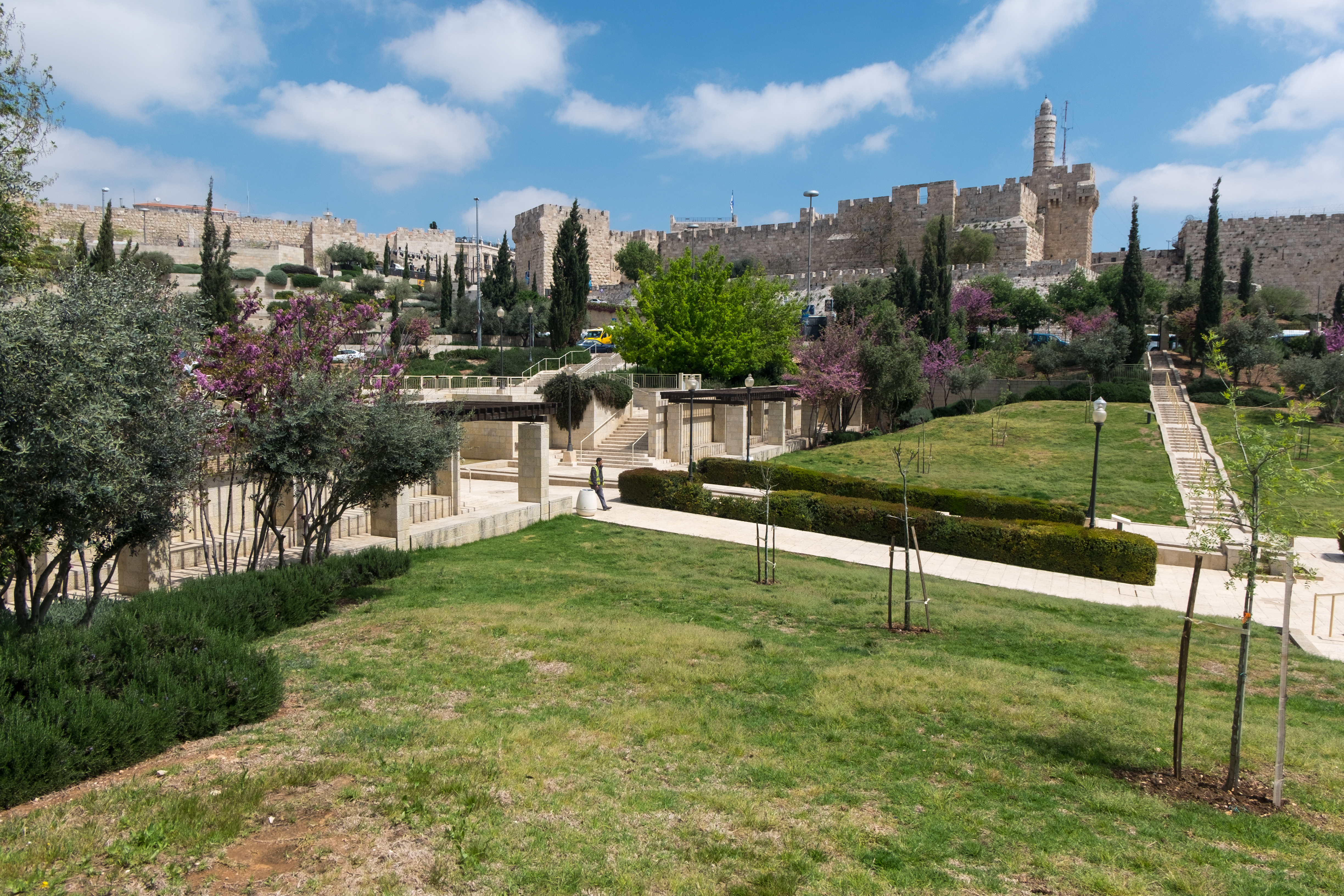
Umfeld Teddy Park: links hinter den Sträuchern befindet sich das Kunstwerk